# Ликотрипа
Ликотрипа или Мегали Рахи (на гръцки: Λυκότρυπα, Μεγάλη Ράχη) е планина в Гревенско, Гърция.

## Описание
Ликотрипа е малка планина в западната част на Гревенско и е част от веригата Северен Пинд. Обкръжена е от река Венетикос, която я отделя от Орлякас на север и Лягуна на северозапад. От планината Карали на югоизток се отделя от Монахитския проход и потоците Палямбела и Керасия.
Скалите ѝ са конгломерати, пясъчници и мергели.
Изкачването до върха може да стане лесно от село Монахити (1000 m).
| Име                    | Име                    | Височина       | Местоположение |
| ---------------------- | ---------------------- | -------------- | -------------- |
| Ликотрипа, Мегали Рахи | Λυκότρυπα, Μεγάλη Ράχη | 1259 m         |                |
| Мегали Петра           | Μεγάλη Πέτρα           | 1072 m         |                |
| Стурнария              | Στουρνάρια             | 1065 m – 980 m |                |
| Гимни                  | Γυμνή                  | 940 m          |                |